# Prix Canada-France
 (août 2020).
Si vous disposez d'ouvrages ou d'articles de référence ou si vous connaissez des sites web de qualité traitant du thème abordé ici, merci de compléter l'article en donnant les références utiles à sa vérifiabilité et en les liant à la section « Notes et références ».
Le prix Canada-France est une distinction créées à l'université d'Ottawa en 2002 par l'association Canada-France d’Ottawa. L'association, apolitique et sans but lucratif, regroupait des Canadiens intéressés à la francophonie et aux bonnes relations entre le Canada et la France.